# モンテネグロの国旗

縦掲揚用の国旗

軍艦旗

縦横比2:3の別タイプ

モンテネグロの国旗は、セルビア・モンテネグロ時代の2004年7月13日に制定され、2006年の独立以降も同じものを使用している。
1993年に制定された国章を赤地の中央に配置しており、ニコラ1世のものからキリル文字の頭文字「НІ」を除いたもの。国章の中心にあるのはヴェネツィア共和国のシンボルである聖マルコのライオンである。現在のモンテネグロの都市は1797年までヴェネツィア共和国に属していた。
スポーツ競技の国際試合などで縦に掲出する場合は、国章を90度回転させたものを使用する。
2004年7月12日以前は、赤青白の横三色旗で縦横比1:3とかなり横に長いものを使用していた。

## 歴代の国旗

?モンテネグロ司教領時代の国旗
?モンテネグロ司教領時代の国旗(別の仕様)
?モンテネグロ司教領時代の国旗(別の仕様)
?1763年から1773年までの旗

### モンテネグロ公国

?モンテネグロ公国時代の国旗(1852年～1876年)
?ダニーロ1世の個人の旗(1858年)
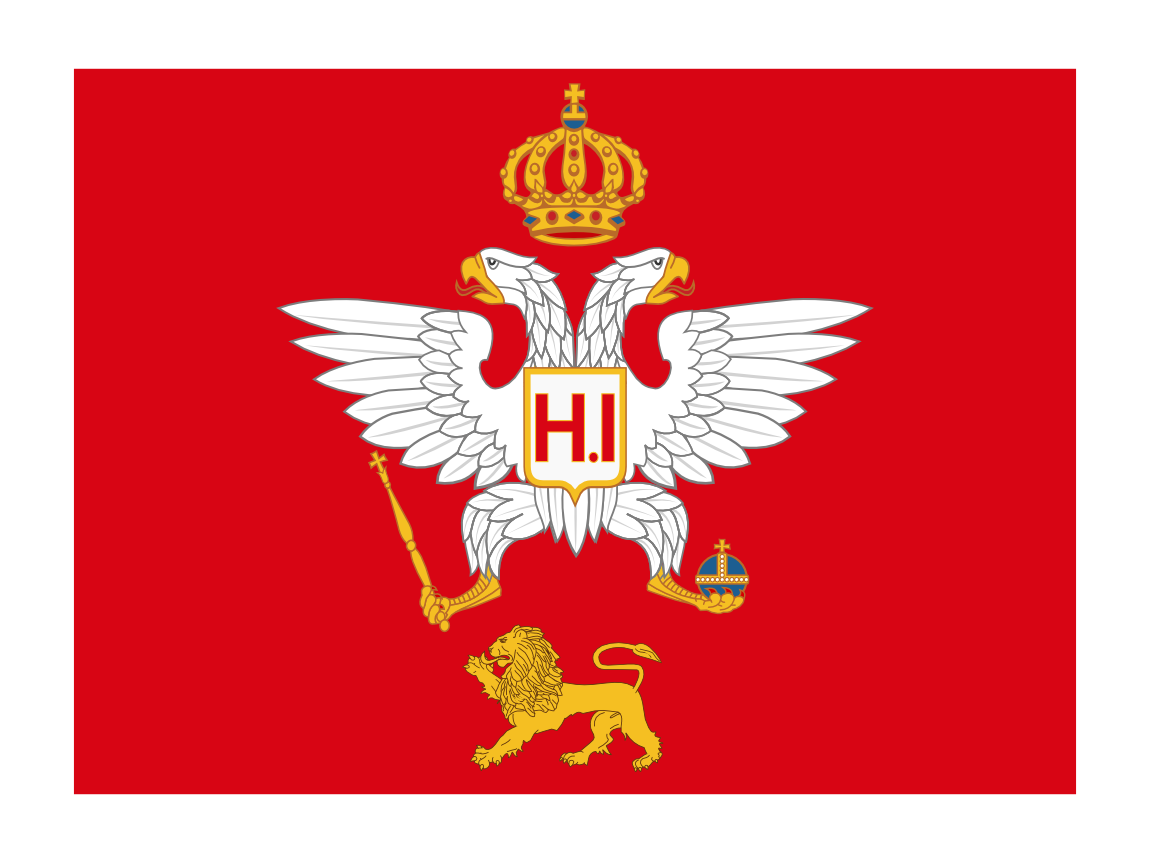
?ニコラ1世の個人の旗
?モンテネグロ公国時代の国旗(1876年～1905年)
?モンテネグロ公国時代の王室旗(1876年～1905年)
?モンテネグロ公国時代の商船旗(1878年)
?モンテネグロ公国時代の商船旗(1879年)
?モンテネグロ公国時代の商船旗(1880年)
?モンテネグロ公国時代の商船旗(1881年)
?モンテネグロ公国の軍艦旗(1881年～1918年)

### モンテネグロ王国

?モンテネグロ王国時代の国旗(1905年～1918年)
?モンテネグロ王国時代の市民用旗(1905年～1918年)

### 第二次世界大戦下

?イタリアによるモンテネグロ占領及びナチス・ドイツによるモンテネグロ占領の期間で用いられたモンテネグロの市民旗（1941年-1945年）

### モンテネグロ共和国

?共産ユーゴスラビア時代のモンテネグロ人民共和国やモンテネグロ社会主義共和国の国旗
?ユーゴスラビア連邦共和国及びセルビア・モンテネグロ時代のにかけてのモンテネグロ共和国の国旗(1993年～2004年7月12日)